# 美国宪法第五条
《美国宪法》第五条规定了修改宪法的正式程序，是宪法中有关自身变更机制的核心条文。根据这一条的规定，宪法的修改需分两个阶段进行：一是提出修正案，二是对该修正案进行批准。第五条通过明确、有限的程序，为美国宪政体系的稳定与适应提供了法律框架，使宪法在维持连续性的同时，也能回应时代变化。
提出宪法修正案可以通过两种方式。第一种方式由国会提出，要求众议院与参议院均以三分之二多数通过修正案；第二种方式是由国会根据三分之二州议会的请求召开一场宪法修正提案会议，以此方式提出修正案。虽然第二种方式在理论上具备可行性，但在美国历史上尚未实际启用，所有现行修正案均通过国会提出。
一旦修正案被正式提出，下一阶段是批准程序。批准可以采取两种形式，其选择权由国会决定：一种是由四分之三的州议会批准；另一种则是通过四分之三的州召开州批准会议。后一种方式极为罕见，仅在1933年通过第二十一修正案时被采用，用以废除此前的禁酒令。无论采用哪种批准形式，各州在批准或否决修正案时所拥有的权力一律平等，不受州人口规模或加入联邦时间长短的影响。第五条并未明确规定修正案批准的时间限制。然而，自1917年以来，大多数由国会提出的修正案都在文中加入了批准时限，通常设为七年。虽然部分修正案未在规定期限内获得足够州的批准而自动失效，但关于是否可不设期限或是否允许延长期限，仍在学术界存在不同意见。学者普遍认为，依据第五条本身所列程序，宪法第五条的内容亦可接受修改；换言之，修宪条款本身可以通过修宪进行调整。不过，是否第五条为唯一的修宪途径，亦存在一定争议。有观点认为某些宪法性变革可通过其他民主机制实现，但主流法理界普遍承认第五条是现行宪法规定下唯一具有法律效力的修宪渠道。
除了明确修宪程序外，第五条还对宪法第一条中的三个特定条款设置了修宪保护。第一条中的两个条款涉及奴隶进口与人头税的分摊，依照第五条的规定，这两项条款在1808年之前不得修改。该项限制虽为绝对禁止，但具有时效性，在规定期限届满后即解除。第三个受到特别保护的条款为参议院的平等表决权条款，即“任何州未经其同意，不得被剥夺其在参议院中的平等表决权”。这一限制并无明确终止期限，也未明文禁止通过第五条程序予以修改，因此其效力及可变性在法学界始终存有争议。部分学者主张该条款构成联邦结构的根本要素，不得透过通常修宪程序修改；而另一些学者则认为，只要程序符合第五条规定，即使涉及参议院代表平等，也不能被视为绝对不可修改。

## 内容文本
The Congress, whenever two thirds of both Houses shall deem it necessary, shall propose Amendments to this Constitution, or, on the Application of the Legislatures of two thirds of the several States, shall call a Convention for proposing Amendments, which, in either Case, shall be valid to all Intents and Purposes, as Part of this Constitution, when ratified by the Legislatures of three fourths of the several States or by Conventions in three fourths thereof, as the one or the other Mode of Ratification may be proposed by the Congress; Provided that no Amendment which may be made prior to the Year One thousand eight hundred and eight shall in any Manner affect the first and fourth Clauses in the Ninth Section of the first Article; and that no State, without its Consent, shall be deprived of its equal Suffrage in the Senate.
- 译文：国会在两院三分之二议员认为必要时，应提出本宪法的修正案，或根据各州三分之二议员的请求，召开制宪会议提出修正案。不论哪种方式提出的修正案，经各州四分之三州议会或四分之三州制宪会议的批准，即实际成为本宪法的一部分而发生效力；采用哪种批准方式，得由国会提出建议。（但1808年以前制定的修正案，不得以任何形式影响本宪法第一条第九款第一项和第四项[1]）；任何一州，不经其同意，不得被剥夺它在参议院的平等投票权[2][3]。

## 修正案的提出
“认为必要时”，联邦国会两院（即联邦众议院和联邦参议院）可以“提出本宪法的修正案”。这意味着只要投票时出席的议员满足法定人数（根据美利坚合众国宪法第一条第五款，出席“议员过半数，即构成议事的法定人数”）且其中三分之二的人投票赞成即可提出修正案。而并不一定要是两院所有成员都出席投票。换言之，按如今（2018年）第115届联邦国会的情况（435名联邦众议员，100名联邦参议员），理论上最少只需要有146名联邦众议员和34名联邦参议员同意即可提出宪法修正案。至今所通过的全部27条宪法修正案都是以这种方式提出的。
另外一种提出修正案的方法，即由“各州三分之二州议会的请求，召开制宪会议提出”，不过这种方法还从来没有被使用过。

## 批准
联邦国会正式提出宪法修正案后，也有两种批准方式，均是由四分之三的州来批准。比较常见的是由州立法部门（即州议会）批准，目前的27条修正案中，有26条是通过这种方式批准的。只有用来废除第十八条修正案的第二十一条修正案是由州制宪会议批准的。
虽然从技术上宪法修正案必须要在四分之三的州批准后才能生效，但在实际操作中，许多修正案在得到州批准前就已经成为法律，州的批准只是一个形式。比如说各州一致批准的权利法案、废除奴隶制的第13条修正案、有关平等法律保护和正当程序的第14条修正案、给予非裔男性美国公民选举权的第15条修正案以及保证女性选举权的第19条修正案均属这种情况。而第27条修正案则创下了批准过程耗时最长的纪录，该修正案于1789年9月25日由联邦国会提出，直到202年后的1992年5月7日才得到四分之三的州批准生效，比其它所有的修正案批准所花费时间的总和还要长。